# Pretty Red Dress
Pretty Red Dress ist ein Filmdrama von Dionne Edwards. In ihrem Spielfilmdebüt erzählt sie die Geschichte eines Mannes, der nach seiner Entlassung aus dem Gefängnis versucht, wieder eine Beziehung zu seiner Partnerin und ihrer Tochter aufzubauen. Die Premiere des Films erfolgte im Oktober 2022 beim London Film Festival.

## Handlung
Als Travis aus dem Gefängnis entlassen wurde, wird ihm schnell klar, dass sich während seiner Abwesenheit vieles verändert hat. Seine Freundin Candice bemüht sich um eine Rolle in einem Musical, und ihre Tochter Kenisha hat Probleme in der Schule.

## Produktion

### Regie und Drehbuch
Pretty Red Dress ist das Spielfilmdebüt von Dionne Edwards, die auch das Drehbuch schrieb. Sie wurde 2019 von Screen International zu einem der „Stars of Tomorrow“ bestimmt, nachdem sie Filme wie den Kurzfilm We Love Moses von 2016 gedreht und bei dem Netflix-Projekt Top Boy und der BBC-Miniserie Soon Gone: A Windrush Chronicle mitgearbeitet hatte.

### Besetzung und Dreharbeiten

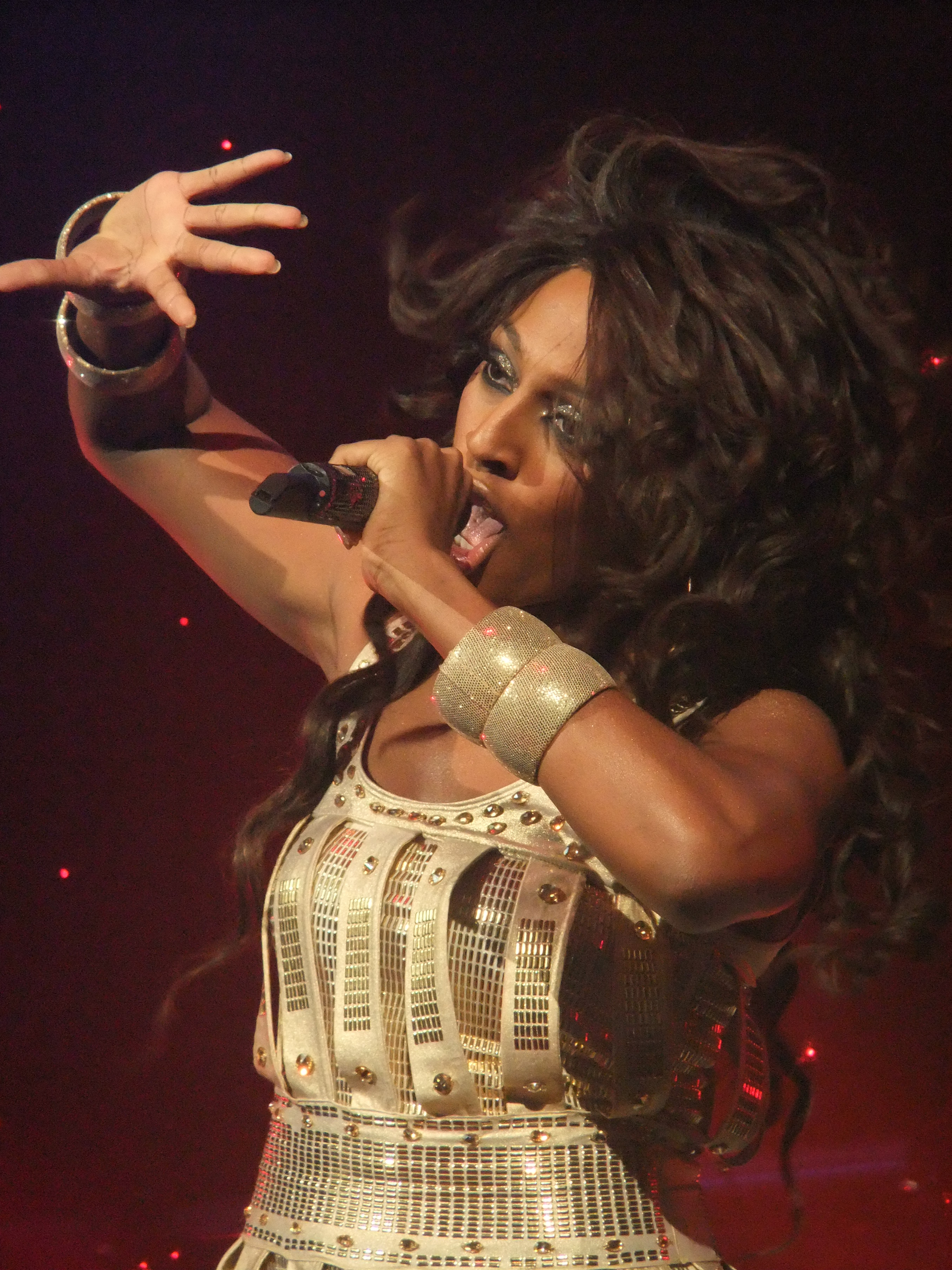
Die britische Popsängerin Alexandra Burke spielt Candice, die sich um eine Rolle in einem Musical bemüht

Natey Jones spielt in der Hauptrolle den frisch aus dem Gefängnis entlassenen Travis. Die britische Popsängerin Alexandra Burke gibt ihr Debüt als Schauspielerin und ist in der Rolle von Travis’ Partnerin Candice zu sehen. Die Nachwuchsschauspielerin Temilola Olatunbosun spielt ihre 14-jährige Tochter Kenisha. Rolan Bell spielt seinen älteren Bruder Clive. In weiteren Rollen sind Ben Caplan als Jim, Nicholas Bishop als Shaun und Eliot Sumner zu sehen.
Die Dreharbeiten fanden in London statt, dauerten acht Wochen und wurden im Juni 2021 beendet. Als Kameramann fungierte Adam Scarth.

### Musik und Veröffentlichung
Die Filmmusik komponierte Hugo Brijs. Der Film verwendet zudem eine Reihe von Motown-Stücken. Das Soundtrack-Album soll von FRIDAY Soundtracks auf zwei CDs veröffentlicht werden. Neben der Filmmusik von Brijs sind auf diesem auch Cover-Versionen von Alexandra Burke und Tsemaye Bob-Egbe von Songs von Ike & Tina Turner enthalten, so River Deep – Mountain High.
Die Premiere des Films erfolgte am 9. Oktober 2022 beim London Film Festival. Ab Ende Januar 2023 wurde er beim International Film Festival Rotterdam vorgestellt. Im Mai 2023 wurde Pretty Red Dress beim Seattle International Film Festival und im Juni 2023 beim Sydney Film Festival gezeigt. Der Kinostart im Vereinigten Königreich und Irland erfolgte am 16. Juni 2023. Ende Juni 2023 wurde er beim Filmfest München vorgestellt.

## Rezeption

### Kritiken
Von den bei Rotten Tomatoes aufgeführten Kritiken sind 84 Prozent positiv.

### Auszeichnungen
British Independent Film Awards 2023
- Nominierung für die Beste Supporting Performance (Alexandra Burke)
- Nominierung als Beste Nachwuchsproduzentin (Georgia Goggin)

Filmfest München 2023
- Nominierung im Wettbewerb Cinevision[10]

London Critics’ Circle Film Awards 2024
- Nominierung als Beste britische Nachwuchsdarstellerin (Temilola Olatunbosun)[11]

Seattle International Film Festival 2023
- Nominierung im Official Competition (Dionne Edwards)[6]